# Jogo da Vida (programa de auditório)
Jogo da Vida foi um programa de televisão brasileiro apresentado por Márcia Goldschmidt aos domingos e depois de segunda a sexta pela Rede Bandeirantes. Estreou em 12 de outubro de 2003 e era um programa sobre relacionamentos e de auditório.

## História
Foi exibido entre 2003 e 2005. O programa mostrava histórias de amor, jogos de conquista e entrevistas. Chegou a ser dirigido por Roberto Manzoni em 2004, que tentou transformar em um programa de auditório comum porém no mesmo ano o diretor foi dispensado e voltando assim a sua antiga fórmula.

## Mudança de dia e extinção
O programa ganhou uma versão diária em 15 de agosto de 2005 às 17h15. "O Jogo da Vida é uma atração vencedora, que alcança ótimos resultados no domingo. Além disso, pesquisas da emissora mostram que há uma demanda do público, em especial o feminino, que quer ver a Márcia todos os dias", disse Juca Silveira, diretor artístico e de programação da Band. O Jogo da Vida diário recebeu tratamento especial e ao lado da direção da Band, Márcia cuidou de cada detalhe. O programa entrou no ar com nova cenografia e adaptado ao formato diário, mais enxuto. Tendo o rosa como cor predominante, o cenário em forma de semi-arena deu um toque mais intimista e facilita a participação da plateia de 150 pessoas. Com uma hora de duração o programa exibiu atrações inéditas em quadros que conquistaram grande sucesso de audiência como o "Espelho, Espelho Meu". O programa estreou elevando a audiência do horário em um ponto (3 pontos com picos de 5,5 no Ibope). porém em 5 de dezembro, saiu do ar definitivamente, após invasão por um homem armado, e nunca mais voltou à programação da emissora.

## Controvérsias

### Invasão
No dia 17 de outubro de 2004, o vendedor de carros Moacir Camargo Borges invadiu o estúdio do programa armado com um revólver calibre 38. O homem entrou na sede da emissora após render um vigilante e invadiu o programa por volta das 17h40min, quando a apresentadora Márcia Goldschmit entrevistava o cantor Waguinho. Moacir havia procurado a ajuda do programa cerca de um mês antes, pedindo ajuda para reencontrar os filhos e se reconciliar com a mulher, mas havia sido informado pela produção de que o programa não poderia lhe ajudar, uma vez que a ex-mulher não queria nenhum tipo de contato com ele.
O rapaz invadiu o estúdio completamente nervoso, repetindo que ele estava desesperado para se reconciliar com a esposa e rever as duas filhas. O sujeito ameaçava atirar com o revólver caso o programa saísse do ar; ele foi interrompido, mas ele foi sendo mostrado no monitor, para que fosse enganado, mas houve um lapso e ele percebeu. A plateia, que reunia cerca de 200 pessoas, ficou em estado de pânico e foi retirada do estúdio. Márcia tentou manter a calma e conversar com Moacir. Temendo que o homem pudesse atentar contra a vida de alguém no palco, a Band decidiu permanecer com o programa no ar por cerca de seis minutos. Pouco depois, Moacir foi desarmado por um policial à paisana que estava assistindo ao programa na plateia e conseguiu imobilizar e render o invasor, que foi levado para fora do estúdio. Após os comerciais, o programa voltou ao ar com o jornalista Guilherme Bentana relatando aos telespectadores que, em virtude do incidente, a apresentadora não tinha mais condições de retomar o programa, pois estava abalada. O programa foi encerrado com uma hora e meia de antecedência. No lugar, a emissora exibiu o programa Vídeos Mais Incríveis.

Borges foi levado ao 34º DP (Vila Sônia).Ele foi autuado em flagrante por porte ilegal de arma e indiciado por violação de domicílio, perturbação do serviço de telecomunicação e perigo de vida ou saúde. Em 2005, Moacir foi condenado a dois anos de prisão em regime aberto e multa de um salário mínimo. A pena foi transformada em prestação de serviços comunitários.